# 藤原高房
藤原 高房（ふじわら の たかふさ）は、平安時代初期の貴族。藤原北家魚名流、参議・藤原藤嗣の三男。官位は正五位下・越前守。

## 経歴
弘仁13年（822年）右京少進、天長3年（826年）式部大丞。天長4年（827年）従五位下に叙爵して、美濃介に任ぜられて現地に下向。任地では何事も他人任せにせず、硬軟織り交ぜた対応で統治を行った。また、陰謀や悪事をことごとく暴き、国内に盗賊がいなくなってしまったという。
仁明朝でも備後・肥後・越前等の国守に任ぜられて、地方官として治績を上げるが、昇進はわずかに承和8年（841年）に14年ぶりに叙せられた従五位上に留まった。
嘉祥3年（850年）文徳天皇の即位に伴って正五位下に昇叙され、嘉祥4年（851年）次侍従に任ぜられるが、背中にできた悪性の腫瘍により仁寿2年（852年）2月25日卒去。享年58。最終官位は越前守正五位下。

## 人物
身長が6尺（約180cm）という長身で、人並み外れた膂力の持ち主であった。また、意気が盛んで、細かいことには拘らない性格であったという。

## 逸話
美濃介に任ぜられ現地に下向した際の治績として、以下の話が伝わっている。
- 安八郡では、貯水用の渠の堤防が決壊しており農業用水を蓄えることができない状況であったため、高房は堤防の修理を行おうとした。しかしながら、渠の神が渇水を欲しており逆らう者は死ぬとの祟りがあり、前の国司は堤防の修理をしなかったことを、現地の民が訴えた。高房は、いやしくも民に利益があることであれば、たとえ祟りで死んでも恨むところはないと言い、農民を駆り出して堤を築かせ、用水の灌漑を行った。
- 席田郡では、妖しい巫女がおり人心を惑わせていたが、官人は恐れてその土地に入ることができなかった。そこへ高房は単騎で乗り込み、巫女の一味を追捕・厳しく罰し、人心を安定させた。

## 官歴
注記のないものは『六国史』による。
- 弘仁13年（822年） 日付不詳：右京少進
- 天長3年（826年） 日付不詳：式部大丞
- 天長4年（827年） 正月：従五位下。日付不詳：美濃介
- 時期不詳：中宮亮[2]。備後守
- 承和8年（841年） 11月20日：従五位上
- 時期不詳：肥後守
- 嘉祥2年（849年） 正月13日：越前守
- 嘉祥3年（850年） 4月17日：正五位下
- 嘉祥4年（851年） 4月1日：次侍従
- 仁寿2年（852年） 2月25日：卒去（越前守正五位下）

## 系譜
『尊卑分脈』による。
- 父：藤原藤嗣
- 母：紀古佐美の娘
- 妻：藤原真夏の娘
  - 男子：藤原生丘
  - 男子：藤原智泉
  - 次男：藤原山蔭（824-888）
  - 男子：藤原時長
- 生母不明
  - 男子：藤原積善
  - 男子：藤原朝行
  - 男子：藤原尚忠